# Stropieszyn (województwo świętokrzyskie)
Stropieszyn – wieś w Polsce położona w województwie świętokrzyskim, w powiecie kazimierskim, w gminie Czarnocin.
Dawniej wieś włościańska w powiecie pińczowskim, w gminie Czarkowy, parafia Sokolina; liczyła 16 osób i wchodziła w skład dóbr Krzezonów. W 1827 r. było tu 11 domów i 62 mieszkańców. W połowie XV w. wieś w parafii Kazimierza Mała posiadała łany kmiece, karczmy, zagrody, z których dziesięcinę 6 grzywien płacono biskupom krakowskim. Folwark rycerski płacił dziesięcinę 3 grzywny plebanowi Kazimierzy Małej. Według archiwaliów z powiatu wiślickiego z r. 1579 właściciel wsi Jan Chicki (Joannis Chiczki) miał 6 osadników, 3 łany, 3 zagrody z rolą, 1 komornika i 2 żebraków.
| SIMC    | Nazwa   | Rodzaj    |
| ------- | ------- | --------- |
| 0236197 | Kolonia | część wsi |
| 0236205 | Korea   | część wsi |

W latach 1975–1998 miejscowość położona była w województwie kieleckim.